# Francis Vermaelen
Francis Vermaelen (né le 5 août 1960 à Louvain) est un coureur cycliste belge. Professionnel de 1983 à 1985, il a été médaillé d'argent du championnat du monde sur route amateurs en 1982.

## Palmarès
- 1981
  - 3e étape secteur a du Tour du Brabant amateurs
  - 2e de Paris-Troyes
- 1982
  -  Champion de Belgique sur route élites sans contrat
  -  Médaillé d'argent du championnat du monde sur route amateurs
- 1983
  - 1re étape du Tour des Trois provinces